# 米尔科·斯托扬诺维奇
米尔科·斯托扬诺维奇（1939年6月11日—），克罗地亚男子足球运动员，场上位置是中场。他曾代表南斯拉夫国家队参加1962年国际足联世界杯，结果队伍获得第四名。